# 渡部叶月
渡部叶月（日语：／ Watanabe Hazuki，2004年8月7日—），日本女子竞技体操运动员，2022年亚洲竞技体操锦标赛女子团体全能铜牌得主、2022年世界竞技体操锦标赛女子平衡木金牌得主。